# 山下工業研究所
株式会社山下工業研究所（やましたこうぎょうけんきゅうしょ、英語：Ko-Ken Tool Co., Ltd.）は、日本の工具メーカー。通称は山下工研（やましたこうけん）。英語社名やブランド名のKo-ken（コーケン）は、工研（こうけん）にちなんでいる。

## 概要
静岡県掛川市に本社を置き、工具の製造を手掛けるメーカーである。駆動工具専門メーカーとして、ソケットレンチやソケットを主力商品としている。また、アイテム数が非常に多く、215ミリメートルのソケットなどかなり特殊なものまでラインナップされている。ソケットレンチというニッチな市場において、世界的に高いシェアを占めている。

## 製品

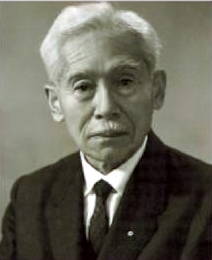
創業者の山下宗一郎

山下工業研究所の製品は、工具に詳しい者の間ではよく知られており、「コーケン信者」と呼ばれるほどの熱烈なユーザも存在する。しかし、同社の製品は、ホームセンターのような小売店の店頭にはほとんど並ばないため、一般の消費者の目に触れる機会は少ない。したがって、日本国内における知名度では、マイナーな部類に入るメーカーである。
一方、ヨーロッパにおいては、極めて高い評価を集めている。国によっては、スナップオンと並ぶ高級工具メーカーとして扱われているほどである。そのため、一時は同社の製品の偽物やコピー商品が出回る事態となった。フォーミュラ1の日本グランプリが開催されると、海外チームのメカニックが買い漁ったといわれるほどの人気を誇る。同社の国内外の販売比率をみると、日本国内が30パーセントにとどまるのに対し、国外向けは70パーセントに達している。
特色あるオリジナル商品として、面で捉えて力点を分散させる事により高いトルク伝達を可能とした「サーフェースソケット」や、コンピュータ組込みのエンジンルームでも安心して使える様にマグネットを使わずスチールボールを使ってボルト・ナットを保持する「ナットグリップソケット」、空転トルクが他社品に比べ非常に軽い「フラップ式ラチェットハンドル」がある。

## 沿革
創業者の山下宗一郎は、1889年に静岡県城東郡に生まれた。当時は明治の大合併のさなかであり、同年には小貫村など城東郡内の3村が合併し、佐束村（のちの掛川市）が新設された。この村が宗一郎の故郷である。1907年に上京し、東京府東京市の正則英語学校に学んだ。翌年にはアメリカ合衆国に渡って自動車学校を卒業し、フォード・モーターの支店長宅でメイドとなった。メカニックや運転手などを経て、フォード・モーターへの入社が認められ、同社で6年間勤務する。1925年、フォード・モーターの横浜工場設立にともない、日本に帰国した。1927年、大阪府に進出していたゼネラルモーターズに就職するも、日米外交悪化により同社は撤退してしまう。1940年に山下工業研究所を設立し、太平洋戦争終結後の1946年に故郷である静岡県小笠郡佐束村で本格的に創業した。1969年9月からは山下米一郎が2代目の社長を務め、1979年9月からは山下昭一朗が3代目の社長を務めた。1999年10月、昭一朗が代表権を持ったまま会長に退くことになり、鈴木庄司が4代目の社長となった。2009年10月、山下大介が5代目の社長に就任した。2019年10月、山下大介が会長に就任し、内藤孝道が6代目の社長に就任した。

### 註釈
1. ↑  「メイド」は一般的に女性を指すことが多く、男性が同様の職に就く場合は「ボーイ」と表記されることが多いが、『工具の本』（2005-2010総集編、学研パブリッシング、2012年、45頁）では「メイド」と表記しているため、本記事ではその表記に従った。